# 「坊っちゃん」の時代
『坊っちゃん」の時代』（ぼっちゃんのじだい）は、1987年から1996年まで漫画アクション（双葉社）で連載された関川夏央・谷口ジローの劇画。夏目漱石を中心として明治の文学者たちや世相を描く。
原作を関川が、作画を谷口が担当しているが、クレジットではそのようには表記せず、共著という形にしている。これは役割が厳密に分担され、互いに干渉することなく誠実に仕事をこなす、という関川の考えに基づくためである。
実在の人物を登場人物として、「この人とこの人が、この時点でもしも出会っていたら」という仮定をおりまぜる手法は、山田風太郎の明治ものの影響を受けている。

## 概要
一般には痛快な読み物として受け入れられている『坊っちゃん』は、文明開化という大きな時代の流れに付いていけなかった者の悲劇だとする関川独自の発想を基に、『坊っちゃん』を執筆していた当時の夏目漱石を中心として明治の文学者たちや世相を描いた作品である。全5部構成。第2回手塚治虫文化賞マンガ大賞受賞作品。

## 内容紹介

### 第一部 「坊っちゃん」の時代
東京のビアホールでの喧嘩をきっかけに親しくなった、漱石、森田草平、荒畑寒村、堀紫郎、太田仲三郎を中心に、『坊っちゃん』が完成するまでの経緯と当時の世相を描く。雑誌連載当時は『「坊っちゃん」とその時代』というタイトルだった。
この部は、自らが「坊っちゃん」のモデルであると主張した太田仲三郎による手記『明治蹇蹇匪躬録』（めいじ けんけん ひきゅうろく）を原典としている、という設定である。太田仲三郎（および堀紫郎、伊集院影韶）は本作品における創作上の架空の人物で、『明治蹇蹇匪躬録』も同様に本作品における創作であり、いずれも実在しない。

#### 登場人物
夏目漱石
「坊っちゃん」の作者漱石その人。神経症で胃痛持ち、酒乱。日本文化の時代の変革に抗うように、また神経症の治療めいた活動として、家に集まる若者たちをモデルに「坊っちゃん」を執筆する。
太田仲三郎
ひょんなことで漱石と知り合った明治大学学生。車引きをして生計を立てている。柔道家で熱血漢。作中では「坊っちゃん」のモデルになったとされている。
堀紫郎
太田や漱石とビアホールで知り合った会津出身の侠客。豪傑だが小泉八雲や坪内逍遥と親交のあるインテリでもあり、安重根が山県有朋を暗殺しようとしたのを阻止した。作中では「坊っちゃん」の山嵐のモデル。
伊集院影韶
警視庁警視。漱石とはロンドン時代の旧知。恰幅の良い体格に高い知性を持ち合わせ、漱石からはかなり嫌われている。作中では「坊っちゃん」における「赤シャツ」のモデル。なお、伊集院という苗字は薩摩藩士を連想させる名前。
森田草平
漱石の弟子。恋人だった平塚らいてうを伊集院に寝取られる（史実では心中未遂事件を起こしたのち、らいてうと別れている）。漱石は彼が描いたらいてうのポオトレエトから「三四郎」を構想したとなっている。作中では「坊っちゃん」における「うらなり」のモデル。
荒畑勝三
漱石の家に出入りしていた若者の一人。社会主義の活動家。のちの荒畑寒村（史実では、寒村と漱石は交流したとされていない）。
猫
漱石宅に迷い込み飼われることになった黒猫。最後まで名前はなかった。
山縣有朋
当時、現役を引退しながらも政界に力を及ぼしていた。椿山荘にて自ら開催する句会に漱石も同席していた。本作における「校長」のモデル。薩長同盟の縁で薩摩出身の伊集院は覚えがいい。
桂太郎
当時の首相。山縣のまさに「太鼓持ち」で、「坊っちゃん」における「野だいこ」のモデル。

### 第二部 秋の舞姫
インド洋上での二葉亭四迷の病死を導入部に、二葉亭と森鷗外とが知り合うきっかけとなった舞姫事件を描く。なお、この部のみ、四迷と鴎外の青年期にあたる明治20年代が主な舞台となっている。
第二部はもう1人の主役とも言える鴎外を追って来日したドイツ人女性（本作ではエリーゼ・バイゲルトと比定。作中では『舞姫』に倣いエリスと呼ばれる。）の帰国100年を期した1988年の出版を目指していたが、諸般の事情により1年遅れることになった。

### 第三部 かの蒼空に
借金と浪費の生活を繰り返す石川啄木と、その啄木の才能を認め信じて接する同郷の友人・金田一京助を中心に、当時の文学青年たちの生き様を描く。暗い表情の肖像写真からイメージされる「貧困にあえいで夭折した詩人」という人物像ではなく、「明るく無責任で享楽的」な啄木像を描いた。

### 第四部 明治流星雨
近代日本の大きな曲がり角となった大逆事件を、その首謀者とされる幸徳秋水と管野須賀子の逮捕に至るまでの前半生を中心に描く。

### 第五部 不機嫌亭漱石
漱石の修善寺温泉での「修善寺の大患」を中心に明治の最末期を描く。現実での瀕死の漱石をとりまく描写と、漱石の内面世界で今まで出会った人々の混乱した追憶に翻弄されながらも己を見つめ直すような不思議な話。本シリーズの総決算といえる。

## 書籍情報
単行本
- 第1部（1987年6月、双葉社）ISBN 978-4-5759-3059-7
- 第2部（1989年10月、双葉社）ISBN 978-4-5759-3176-1
- 第3部（1992年1月、双葉社）ISBN 978-4-5759-3281-2
- 第4部（1995年4月、双葉社）ISBN 978-4-5759-3395-6
- 第5部（1997年7月、双葉社）ISBN 978-4-5759-3523-3

文庫版
- 第1部（2002年11月、双葉社）ISBN 978-4-5757-1229-2
- 第2部（2002年11月、双葉社）ISBN 978-4-5757-1230-8
- 第3部（2002年12月、双葉社）ISBN 978-4-5757-1231-5
- 第4部（2003年1月、双葉社）ISBN 978-4-5757-1240-7
- 第5部（2003年2月、双葉社）ISBN 978-4-5757-1244-5

愛蔵版
- カラー愛蔵版（2010年12月、双葉社）ISBN 978-4-5753-0276-9

新装版
- 第1部（2014年6月、双葉社）ISBN 978-4-5753-0687-3
- 第2部（2014年7月、双葉社）ISBN 978-4-5753-0706-1
- 第3部（2014年8月、双葉社）ISBN 978-4-5753-0724-5
- 第4部（2014年9月、双葉社）ISBN 978-4-5753-0738-2
- 第5部（2014年10月、双葉社）ISBN 978-4-5753-0758-0

谷口ジローコレクション
- 第1部（2021年10月、双葉社）ISBN 978-4-5753-1666-7
- 第2部（2021年11月、双葉社）ISBN 978-4-5753-1678-0
- 第3部（2021年12月、双葉社）ISBN 978-4-5753-1687-2
- 第4部（2022年1月、双葉社）ISBN 978-4-5753-1697-1
- 第5部（2022年3月、双葉社）ISBN 978-4-5753-1703-9